# Adu Celso
Adu Celso-Santos, nascido Eduardo Celso Santos (São Paulo, 7 de agosto de 1945 — , 6 de fevereiro de 2005) foi o primeiro piloto brasileiro a disputar o Campeonato Mundial de Motovelocidade, atual MotoGP.

## Carreira
Na primeira metade dos anos 70, mudou-se para a Holanda para disputar o mundial nas temporadas de 1972 a 1975. Lá ganhou o apelido de Índio Brasileiro.
Seu melhor desempenho foi em 1973, quando obteve sua única vitória, a primeira de um brasileiro, no Grande Prêmio da Espanha, no Circuito de Jarama na categoria 350 cilindradas, feito que seria igualado somente vinte anos depois por Alexandre Barros em 1993, curiosamente também no grande prêmio espanhol e no mesmo circuito de Jarama, mas na categoria 500 cilindradas(categoria principal do Mundial).
Após seu retorno ao Brasil, passou a se dedicar a corridas de automóvel, aposentando-se em 1984. Faleceu aos 59 anos vítima de ataque cardíaco.